# Ученически бунт в Солунската гимназия
Ученическият бунт в Солунската българска мъжка гимназия е поредица от стълкновения от 1886/1887 година между ученици и преподавателите им.
Съгласно политиката на Стоян Новакович, сръбските власти успешно внедряват като домакин в Българската гимназия Темко Попов. Пропагандата му е толкова успешна, че през януари 1887 година там избухва ученически бунт, в резултат на който група ученици приемат предложението да отидат и да учат безплатно на разноските на дружество „Свети Сава” в Белград. Официален водач на бунта е Панто Кондов от Прилеп, а идеен подбудител е Темко Попов, заради което е прогонен от гимназията.
В началото на 1888 година тази група от 19 души (последвани по-късно от други), между които Дамян Груев, Димитър Мирчев, Петър Попарсов и други, продължава образованието си във Великата школа в Белград. След като са подложени там на силен натиск за посърбяване, с приятелите си вдигат бунт и са изключени. Всички те емигрират групово в България през 1890 година, откъдето изпращат отворено писмо до сръбските власти.
Останалите ученици са Давид П. Илиев, Владимир Бояджиев, Никола Н. Герасимов, Димитър Илиев, Йордан Крапчев, Ивайло Илиев, Атанас Думев от Воден, Тома Димитров от Воден, Сидо Стоянов от Костурско, Стоян Неделчев, Гоно Ковачев, Костадин Янков, Димитър Георгиев, Евтим Михайлов, Нако Силянов, Михаил Кратовалиев, Климент Бояджиев, Григор Караиванов от Енидже Вардар, Димитър Лешников от Енидже Вардар, Харалампи Илиев, Георги Каранджулов, Тома Каранджулов, Георги Пекмезов, Ахил Карадимчев, Атанас Баласчев, Антон Гропинов от Енидже Вардар, Димитър Георгиев от Крива Паланка, Кръсте Петков Мисирков, Христо Петков от Богомила, Здравков от Богомила.